# Nicole Linkletter
Nicole Linkletter (født 27 februar 1985) er en amerikansk fotomodel og vinder af America's Next Top Model sæson 5. Linkletter har efter sin sejr bl.a. arbejdet for Elle Girl Magazine.